# Karl Staaff

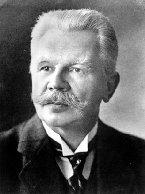
Karl Staaff

Karl Albert Staaff (* 21. Januar 1860 in Stockholm; † 4. Oktober 1915 ebenda) war ein schwedischer Politiker der Liberala samlingspartiet und zweimal (1905–1906 sowie 1911–1914) Ministerpräsident von Schweden. 
Karl Albert Staaff war Sohn von Albert Staaff und Mina Schöne. Er studierte an der Universität Uppsala Rechtswissenschaften.
Von 1896 bis 1915 war Staaff Reichstagsabgeordneter, von 1907 bis 1915 Vorsitzender der Liberalen Partei. 1905 wurde er als Nachfolger von Christian Lundeberg schwedischer Ministerpräsident, musste das Amt aber bereits im Folgejahr an Arvid Lindman abgeben. Von 1905 bis 1906 nahm Staaff gleichzeitig das Amt des Justizministers wahr. 
Nach der Wahl 1911 gelang ihm die Rückkehr in das Amt des Ministerpräsidenten. 1914 trat er in der Borggårdskrise aus Protest gegen die Rüstungspolitik von König Gustav V. zurück. Sein Nachfolger wurde am 17. Februar 1914 der konservative Politiker Hjalmar Hammarskjöld.